# Ultima Thule
Pour les articles homonymes, voir Ultima Thulé.
Ultima Thule est un groupe de punk rock suédois, originaire de Nyköping. Il intègre des influences folk nordiques, et parfois rock ou oi!, et issu d'une culture proche du rockabilly et des Teddy Boys. Ils obtiennent un succès considérable au début des années 1990 en Suède et ailleurs où certains de leurs albums vendus à plus de 80 000 exemplaires sont récompensés du disque d'or. D'après l'IFPI Svenska Gruppen, Ultima Thule compte un album certifié disque de platine, et trois albums certifiés disque d'or en Suède, et comprend trois singles classés dans le top 20 des classements locaux.
Ultima Thule prennent leur nom de l'île septentrionale mythique de Thulé mentionnée par l'explorateur grec Pythéas au IVe siècle av. J.-C. Le chanteur et un autre membre du groupe jouent à présent dans les formations de psychobilly Hotrod Frankie, et de punk The Headhunters. Le groupe est souvent considéré par la presse spécialisée adepte du white power,, bien que cette critique soit remise en cause par le musicologue Benjamin R. Teitelbaum.

## Biographie
Ultima Thule est formé au début de 1984 à Nyköping, en Suède. Les membres citeront Sex Pistols et les groupes de punk rock des années 1970 comme inspiration. Leur style musical mêle musique folk nordique, rock et punk, décrit par le groupe sous le terme de « Vikingarock ». Après quelques années de popularité dans l'underground, le groupe se popularise dans le grand public au début des années 1990 à la signature d'un contrat avec le label Mariann Grammofon. Mais à cause de polémiques, Mariann Grammofon met rapidement un terme à son contrat avec Ultima Thule. De ce fait, le groupe fonde son propre label indépendant, Ultima Thule Records.
Le premier EP du groupe est sponsorisé par Bevara Sverige Svenskt et est utilisé par Sverigepartiet. Certaines de leurs chansons sont incluses dans des compilation avec des groupes comme Skrewdriver et Brutal Attack. Leur premier chanteur, entre 1984 et 1986, Bruno Hansen, devient par la suite leader d'un « groupe d'action » appelé Nordic Reich Party, et le groupe sera considéré par la presse spécialisée adepte du white power,
Ultima Thule atteint le succès grâce à Bert Karlsson, manager et fondateur de Nouvelle Démocratie. Le groupe semblera être distribué par courrier avec le label Ragnarock Records à certains points. Entre 1984 et 1987, le groupe joue à plus de 30 concerts de skinheads. Le 6 juin 1987, ils jouent avec Agent Bulldogg, Vit Aggression et Dirlewanger pendant un concert white power à Södertälje. Le 30 novembre 1991, le groupe joue à un autre concert white power avec Vit Aggression et Division S.
En 1994, Ultima Thule ouvre sa propre boutique, CD-butiken, auquel il vend des albums de Heroes in the Snow, Svastika et Vit Aggression. Le groupe ouvre aussi son propre fan club. Ils y vendent des albums, posters et t-shirts, d'Ultima Thule, mais aussi des labels Last Resort Records et Ragnarock Records. Le dernier album d'Ultima Thule est enregistré à Nyköping et gravé le 10 février 2000. Le groupe se sépare en 2012, mais revient en 2015.

## Membres

### Membres actuels
- Bruno Hansen - guitare, chant
- Niklas Adolfsson - guitare
- Thomas Krohn - basse
- Ulf Hansen - batterie

### Ancien membre
- Jan Thörnblom - guitare, chant

## Discographie
- 1985 – Sverige, Sverige fosterland - EP
- 1990 – Hurra för Nordens länder - EP
- 1991 – Svea hjältar - EP
- 1991 – Havets vargar - EP
- 1992 – Sverige, Sverige fosterland - EP
- 1992 – Schottis på Valhall - EP
- 1992 – Mitt land - EP
- 1992 – Svea hjältar (RE Rec.) - CD
- 1992 – Svea hjältar (UT Rec.) - CD
- 1992 – För fäderneslandet - EP
- 1992 – För fäderneslandet - CD
- 1992 – The early years 1984-1987 - CD
- 1993 – Vikingablod - CD
- 1993 – Vikingabalk - CD
- 1994 – Öppna landskap - CD
- 1994 – Nu grönskar det - CD
- 1994 – För fäderneslandet - EP
- 1994 – Svea hjältar - MC
- 1994 – För fäderneslandet - MC
- 1994 – The early years 1984-1987 - MC
- 1994 – Vikingabalk - MC
- 1994 – Studio outtakes - EP
- 1994 – Tack för hjälpen! - CD
- 1995 – Studio outtakes - EP
- 1995 – Once upon a time… - CD
- 1995 – Once upon a time… - MC
- 1995 – Blonda, svenska vikingar - CD
- 1995 – Lejonet från Norden - CD
- 1996 – Skinhead - CD
- 1996 – Skinhead - EP
- 1996 – Karoliner - CD
- 1997 – Nu grönskar det igen… - CD
- 1997 – Live in Dresden - CD
- 1997 – The early years 1984-1987 - EP
- 1997 – För fäderneslandet - EP
- 1997 – Svea hjältar - EP
- 1997 – Vikingabalk - EP
- 1997 – Nu grönskar det - EP
- 1997 – Lejonet från Norden - EP
- 1997 – Karoliner - EP
- 1999 – Sörjd och saknad - CD
- 1999 – Sörjd och saknad - EP
- 1999 – Sverige - CD
- 2000 – Once upon a time… - CD
- 2000 – Once upon a time… - EP
- 2000 – Sverige - Vinyl
- 2000 – Folkets röst - CD
- 2000 – Herrlich Hermannsland - CD
- 2000 – Herrlich Hermannsland - EP
- 2001 – Sverige - EP
- 2001 – Resa utan slut - CD
- 2001 – Ragnarök - EP
- 2001 – Ragnarök - CD
- 2001 – Once upon a time… - EP
- 2001 – The early years - EP
- 2002 – Live in Dresden - CD
- 2002 – Live in Dresden - EP
- 2002 – Blonda, svenska vikingar - EP
- 2002 – Carlie - EP
- 2002 – Öppna landskap - EP
- 2002 – Resa utan slut - EP
- 2003 – Sverige - Picture-EP
- 2003 – Lejonet från Norden - Picture-EP
- 2003 – För fäderneslandet - Picture-EP
- 2004 – Lokes träta - EP
- 2004 – Vikingablod - EP
- 2004 – Rötter - CD
- 2005 – Rötter - EP
- 2005 – Skaldermjöde - EP
- 2005 – Yggdrasil - CD
- 2007 – Folkets röst vol. 2 - CD
- 2007 – 25 year anniversary - CD
- 2009 – Korpkvädet - CD
- 2012 - Live at Kuggnäs 2012 - CD
- 2014 – Fattig bonddräng
- 2015 - Trägen vinner - CD/LP
- 2016 - Så länge skutan kan gå (EP)